# خواجه محمد آصف
خواجه محمد آصف (انگلیسی: Khawaja Muhammad Asif؛ زادهٔ ۹ اوت ۱۹۴۹) سیاستمدار اهل کشور پاکستان است. وی وزیر کنونی دفاع و وزیر آب و برق در وزارت شریف سوم است.